# Annie Ebrel
Pour les articles homonymes, voir Ebrel.
Annie Ebrel est une chanteuse française d'expression bretonne née en 1969. En osmose avec ses racines, elle permet au chant traditionnel de s’enrichir des sonorités les plus contemporaines. Interprète de kan ha diskan, de gwerzioù et de sonioù, elle se fait l'ambassadrice du chant breton en France et à l'étranger (Russie, Italie, Espagne, Scandinavie, Québec, États-Unis, Pologne). 

## Biographie

### Le chant dans la peau

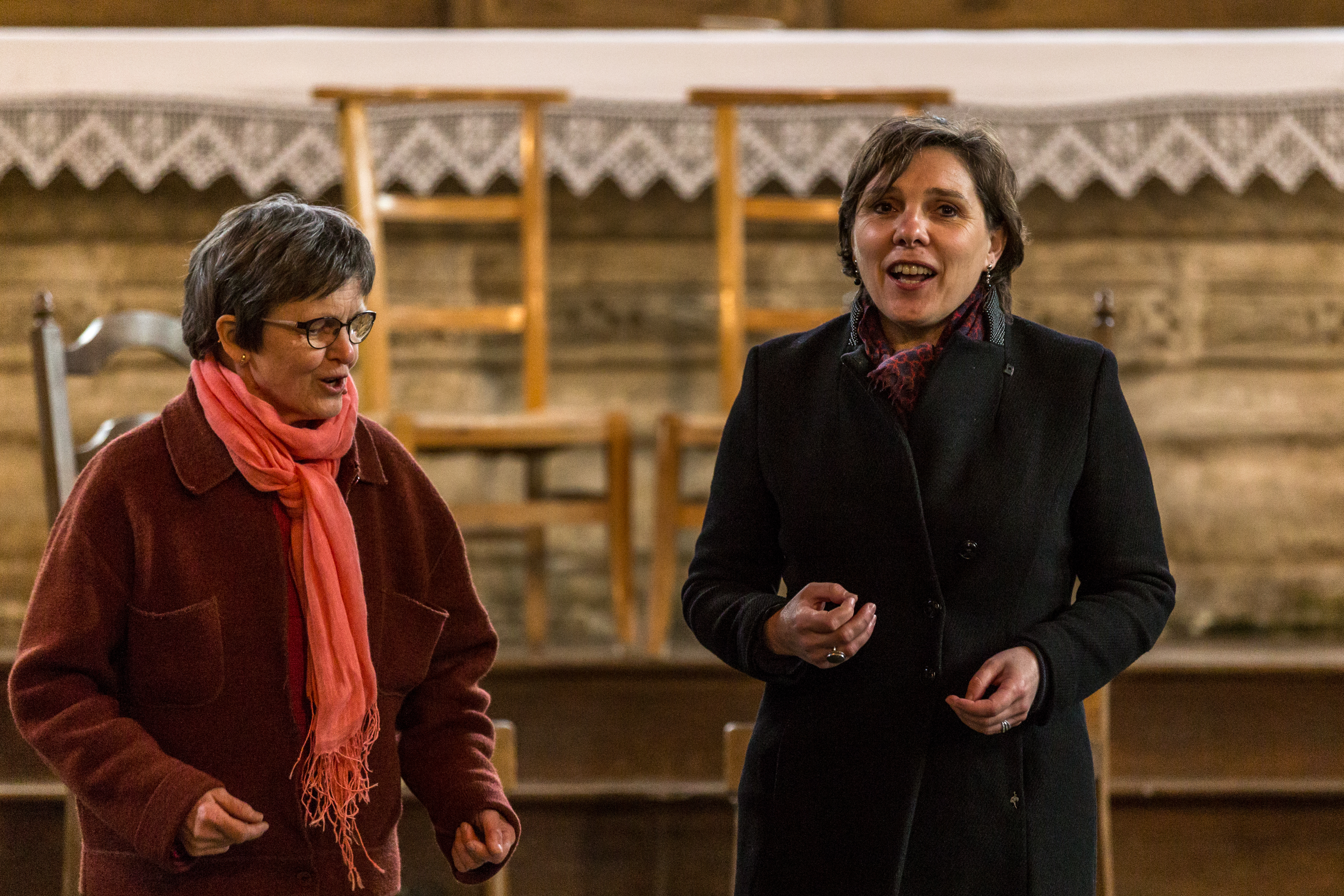
Anne Auffret et Annie Ebrel en 2016.

Annie Ebrel est originaire de Lohuec dans les Côtes-d'Armor. Elle est fille d'agriculteurs bretonnants. Par son grand-père paternel, Jean, elle a un lien de parenté avec Louise Ebrel, fille d'Eugénie Goadec.  
Annie Ebrel chante dans les festoù-noz depuis l'âge de 13 ans. C'est d'abord auprès de Yannick Larvor de Plourac'h qu'elle apprend l'art du kan ha diskan, chant traditionnel breton (chant et contre-chant). À 15 ans, le 1er avril 1984, le jeune couple de chanteurs remporte le concours du Kan ar Bobl. Leurs grand-mères les accompagnent dans leur envie de connaitre leur culture. Rencontres après rencontres, elle continue son apprentissage auprès de Louis Lallour, de Manuel Kerjean et surtout de Marcel Le Guilloux avec qui elle se produit sur les scènes de Bretagne et d'ailleurs. En 1990, elle commence à chanter en kan ha diskan avec Nolùen Le Buhé et elle multiplie les compagnons de scène à partir de 1992, tels Erik Marchand et Yann-Fañch Kemener.

### Du chant breton contemporain
Parallèlement à cet apprentissage du kan ha diskan, Annie Ebrel se passionne pour le chant à écouter, les sonioù et les gwerzioù.  
En 1990, à son retour du Pays de Galles, elle forme avec trois musiciens, Yann-Guirec Le Bars, Jean-Luc Thomas et Philippe Ollivier, le groupe Dibenn. Ensemble ils abordent le répertoire des sonioù, des gwerzioù et prennent plaisir à mettre en musique de nombreux poètes bretons du XXe siècle. Le groupe remporte la première place du Kan ar Bobl et leur album, sorti en 1996, obtient le prix France 3 « Chadenn ar Vro » et le prix Coop Breizh en 1997. 
En 1992, à l'âge de 23 ans, elle apparaît au théâtre de la Ville dans Voix de Bretagne, un spectacle réunissant trois générations d'artistes bretons. En 1993, elle participe à Quimper à la création Le Quatrième Passeur (Ar Pevare Treizer) de Gérard Garcin. En 1994-1995, elle chante au Pays de Galles, en Galice, au Danemark... 

### Des tournées internationales

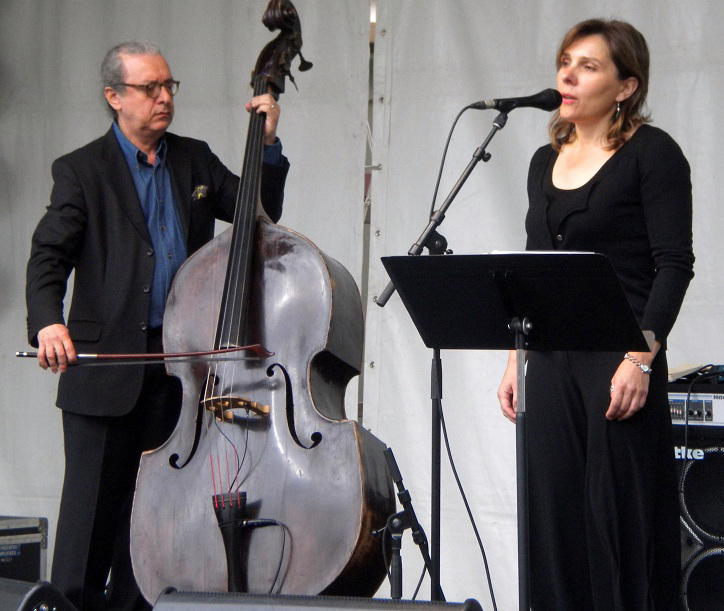
Annie Ebrel et Riccardo Del Fra en 2011

Lors de la tournée du label Gwerz Pladenn en 1995, elle rencontre le contrebassiste de jazz Riccardo Del Fra. Une relation forte et durable se noue avec le musicien et se cristallise en un duo, le jazzman dialoguant avec la chanteuse. Dès 1996 ils se produisent en concert, notamment aux Transmusicales de Rennes et le spectacle Douar glizh est créé en 1997 au Théâtre Max-Jacob à Quimper (direction Michel Rostain). Ce spectacle reçoit le prix à la création artistique de la région Bretagne.
En 1997, une tournée « Voix de femmes » avec la Colombienne Totó La Momposina, la Tibétaine Yungchen Lhamo et la Malienne Mah Damba conduit Annie sur les routes de France, de Suisse, de Belgique et d'Allemagne. 
En 1998, sort l'album Voulouz loar - Velluto di luna (« Velours de lune »), « un des meilleurs disques de 1998 » selon Le Figaro, réédité en 2017. Ce disque reçoit un Bravo Trad Mag, un Diapason d'or, un Choc du Monde de la Musique en 1999 et remporte le Grand prix du disque Produit en Bretagne. À partir de 1998, elle participe au projet Celtic Procession de Jacques Pellen, au côté d'Erik Marchand et de Riccardo Del Fra entre-autres.
Le duo Ebrel-Del Fra invite régulièrement des musiciens à les accompagner : Médéric Collignon, Jacques  Pellen, Dominique Molard, Michel Aumont (clarinettiste), Bojan Z… En 2001 le duo devient sextette avec Laurent Dehors, Paolo Fresu, Kuljit Bhamra, Jean-Luc Landsweerdt, pour le spectacle Flouradenn créé au théâtre de la Ville de Paris (co-production avec le Quartz).  
Après avoir uni sa voix à ces langages musicaux contemporains, Annie Ebrel propose en 2004 un spectacle personnel : Une Voix bretonne (coproduction du théâtre de la Ville de Paris et du théâtre de Cornouaille à Quimper). La mise en scène est signée du cinéaste Lucas Belvaux et les costumes du couturier Pascal Jaouen.  
En 2006, c'est avec l’harmoniciste Olivier Ker Ourio, le percussionniste Bijan Chemirani et le guitariste/clarinettiste Pierrick Hardy, qu'est créé le spectacle puis l'album Roudennoù. En 2007, la Compagnie Rassegna invite Annie Ebrel pour la création D'une mer à l'autre : « que les mers soient centres d’échanges ou enceintes protectrices, les chants de leurs rivages accompagnent la danse, racontent des histoires individuelles avec une même mélancolie et une même énergie rythmique ». En 2008, Annie Ebrel, Nolùen Le Buhé et Marthe Vassallo proposent un spectacle de chant a cappella. Elles promènent l’auditeur des rives du Trégor à celles du pays Vannetais, via les chemins creux du Centre-Bretagne. L'album Teir sortira en 2012. 

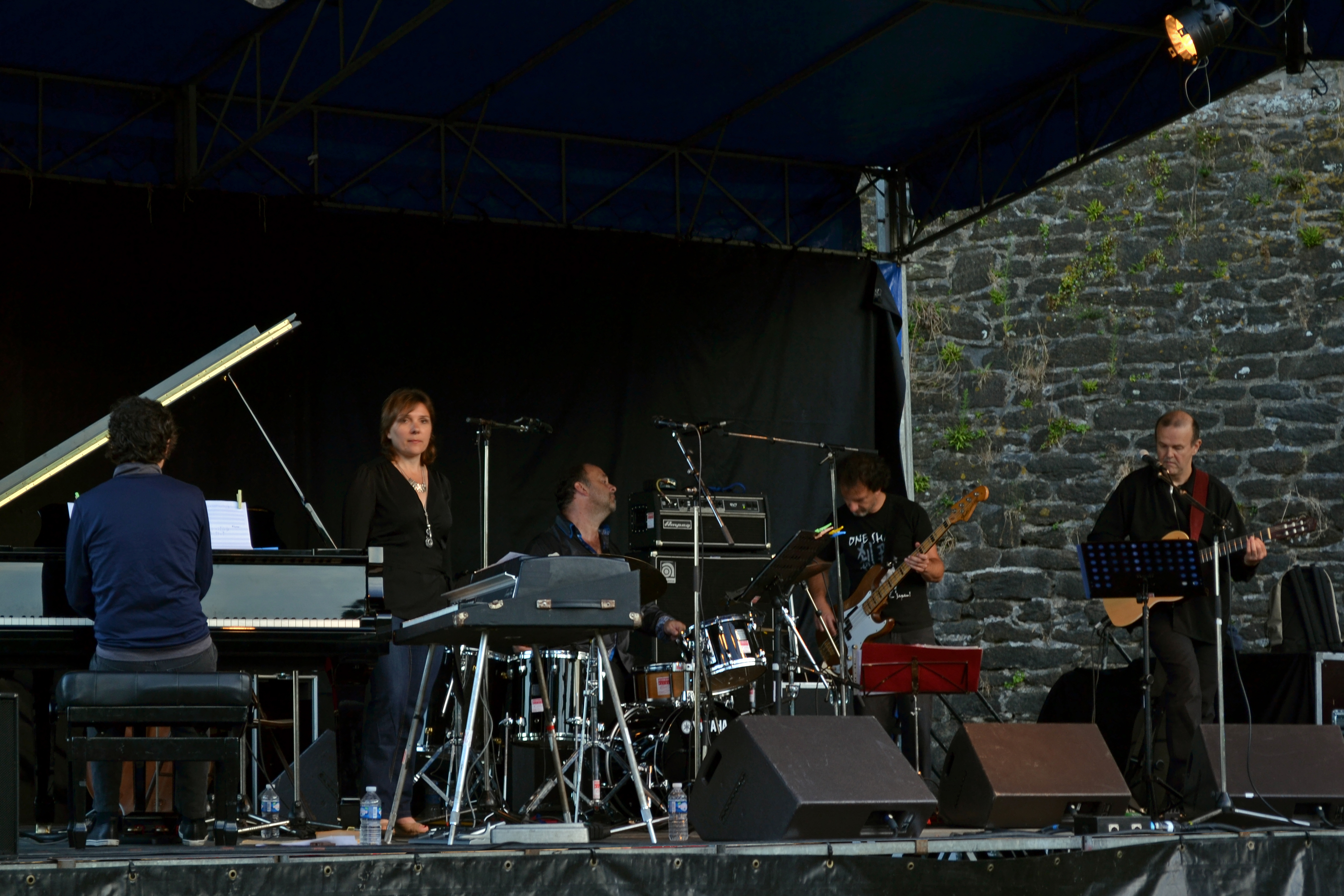
Ar Rannoù à Brest en 2013.

En 2011, le guitariste Jacques Pellen invite Annie Ebrel et le quartet One Shot (Philippe Bussonnet, James Mac Gow, Daniel Jean D’heur, Bruno Ruder) pour créer Ar Rannoù : les séries (texte qui ouvre le Barzaz Breiz). Cette pièce est un ensemble de compositions de la harpiste Kristen Noguès, les rythmes impairs et les couleurs résolument jazz-rock s’y côtoient. En 2012, Annie Ebrel et le chanteur Lors Jouin proposent Tost ha Pell. Pour ce concert, ils jouent à se disputer et à se répondre, le plus souvent a cappella, en interprétant une galerie de personnages : le paysan et le marin, la mère et la fille, le Cornouaillais et le Trégorois, ou des duos les plus improbables tel le coq et l'horloge.

### 30 ans de chant
Les chemins d'Annie Ebrel et du violoniste Jacky Molard se sont croisés bien souvent mais pour la première fois, en 2013, leurs voies se rencontrent et tressent un projet, Triskan, avec aussi Julien Padovani à l'orgue et au fender rhodes. En novembre 2013, Annie Ebrel fête ses 30 ans de chant à Saint Nicodème, auprès de plus de mille personnes et de très nombreux musiciens. L'album 30 ans de chant sort à cette occasion. En 2014, Keyvan Chemirani invite Sylvain Barou, Maryam Chemirani, Annie Ebrel et Hamid Khabbazzi à le rejoindre pour former Avaz, rencontre des musiques persane et bretonne.   

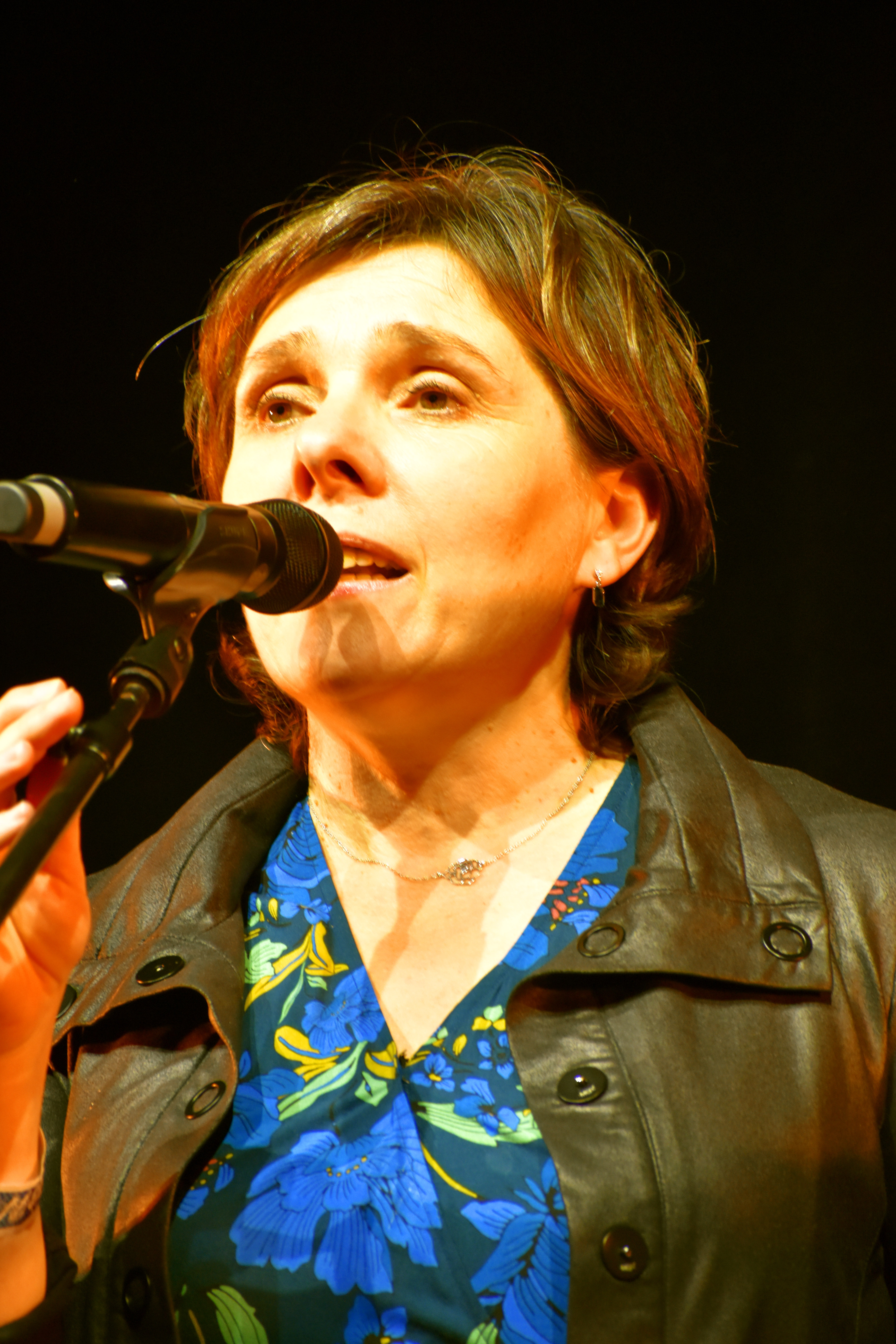
Lors de Yaouank 2019

En 2014, Annie Ebrel crée, avec Pierre Guillois (écriture et mise en scène) et Kevin Seddiki (guitare et zarb), Le Chant des soupirs. L est un spectacle de théâtre musical, c'est la chronique d’un héritage culturel miraculeux et de l’époque où se brise cette transmission orale qui assurait jusque-là le ciment entre les générations. Fin 2015, elle s'implique dans le projet de spectacle chorégraphique Treizour, qui signifie le passeur, aux côtés de sept autres chanteurs professionnels. Le 19 novembre 2016, sa voix et la musique à danser du duo Hamon-Martin rencontrent l'Orchestre symphonique de Bretagne dans le cadre d'une création pour le grand fest-noz du festival Yaouank à Rennes.

## Discographie

### Participations
- 1987 : Kan ! Kan ar bobl Duod [Duault] 1987, Radio Kreizh Breizh, cassette
- 1988 : Kan ! Kan ar bobl Duod [Duault] 1988, avec Marcel Le Guilloux, Radio Kreizh Breizh, cassette
- 1989 : Sources du Barzaz Breiz aujourd'hui, Dastum, CD
- 1993 : Voix de Bretagne, France 3, Le Quartz Brest.
- 1994 : Just a traveller de Youenn Gwernig
- 1994 : Quand les bretons passent à table, compile, Dastum, CD
- 1995 : Kleg Live, Ar C'Hallez Vihan en duo avec Erik Marchand, Ciré jaune.
- 1997 : Kan ha Diskan, de Yann-Fañch Kemener, Coop Breizh.
- 1997 : Fest-noz en Poher, avec Nolùen Le Buhè, Dastum Kreiz Breizh, CD
- 1997 : Daigan, Flash
- 2002 : Un souffle pour la vie, concert au profit de la mucoviscidose, Coop Breizh.
- 2003 : Ephemera de Jacques Pellen, Naïve.
- 2004 : Un devezh ba' krec'h Morvan de Marcel Guillou, Coop Breizh.
- 2004 : Kanaouennoù Pier Boudouin, avec Anne Auffret, CD
- 2007 : Mille métiers, mille chansons / Mil micher, mil kanaouenn. Les métiers dans le chant traditionnel, avec Jean-Yves Le Roux (1948-2007) en registrement de 1989, Dastum, DAS 151, 2 X CD
- 2007 : Kristen Noguès, Logodennig 1952/2007, Ar men du en duo avec Jacques Pellen, Innacor.
- 2009 : Comptines et berceuses de Bretagne, Didier Jeunesse, Livre + CD
- 2009 : Gwerziou, avec Nolùen Le Buhé, Marthe Vassallo et André Markowicz, Keltia Musique, CD, RSCD 249
- 2014 : Avaz, de Keyvan Chemirani, Innacor.
- 2017 : Fest-Noz Symphonique, de Duo Hamon-Martin et l'Orchestre symphonique de Bretagne, Coop Breizh.

## Spectacles
- Dibenn, Yann-Guirec Le Bars, Philippe Olivier, Ronan Pellen, Pierrick Tardivel, Jean-Luc Thomas, Olivier Urvoy, 1990
- Douar Glizh, création du Théâtre Max Jacob à Quimper, 1997.
- Flouradenn, coproduction du Quartz et du Théâtre de la ville de Paris, 2001.
- Une voix bretonne, coproduction de la scène nationale de Quimper et du Théâtre de la ville de Paris, 2004.
- Roudennoù, coproduction du Grand Théâtre de Lorient et du Théâtre de verre de Chateaubriand, 2006.
- D'une mer à l'autre, avec la compagnie Rassegna de Marseille, 2007.
- Teir, concert et album avec Noluen Le Buhé et Marthe Vassalo, 2009.
- Ar rannoù-les séries, avec Jacques Pellen et le quartet One Shot, 2011.
- Tost ha pell, concert en duo avec Lors Jouin, 2012.
- 30 ans de chant, grand concert et fest-noz, 2013.
- Le chant des soupirs, avec Pierre Guillois et Kevin Seddiki, 2014.

### Filmographie
- « Annie Ebrel », portrait réalisé par Matthieu Marin, série "Gens de Bretagne", 2009, CRDP de Bretagne, 13 min